# Palatul Corner Contarini dei Cavalli

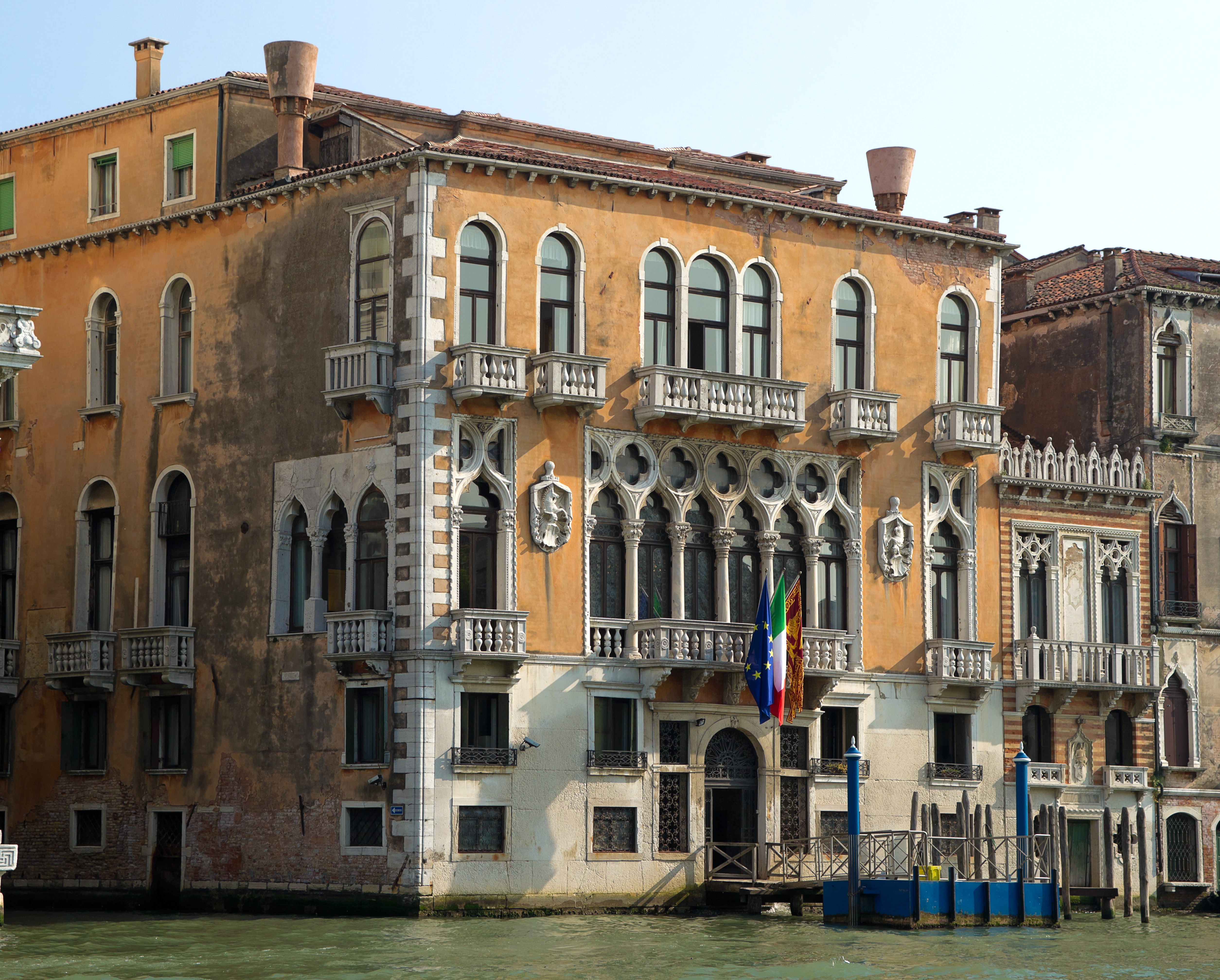
Palazzo Corner Contarini dei Cavalli

Palatul Corner Contarini dei Cavalli este un palat din Veneția, situat în sestiere San Marco, cu vedere la partea stângă a Canal Grande, între Rio di San Luca și Palatul Grimani di San Luca pe de o parte și Palatul Tron și Palazzetto Tron Memmo pe de altă parte. În fața sa se află Palatul Papadopoli.

## Istoric
Construcția actualei clădiri datează probabil de la mijlocul secolului al XV-lea, dar în 1310 clădirea precedentă a primit "stigmatul infamiei" rezervat trădătorilor de țară pentru că proprietarii lor au luat parte la conspirația eșuată a lui Baiamonte Tiepolo contra Republicii Venețiene.
Printre oamenii celebri care au locuit acolo se află și condotierul Bartolomeo d'Alviano în primii ani ai secolului al XVI-lea.
Dreptul de proprietate asupra clădirii a trecut în 1521, prin căsătorie, în familia Contarini, care l-a păstrat până la 1830, când palatul a fost vândut familiei Mocenigo; apoi el a trecut la familia Ulbricht, la cavaleri și la orașul Ravenna. În prezent, clădirea găzduiește unele birouri ale Ministerului Justiției.

## Arhitectură
Edificiul este construit în stilul gotic flamboyant venețian, dar prezintă la etaje diferite stiluri arhitecturale din secolele în care s-au executat lucrări de renovare. Parterul are un aspect rustic de secol al XVII-lea, cu un portal central către apă inclus într-o serliană; etajul principal își păstrează aspectul inițial cu o fereastră hexaforă cu arcuri trilobate surmontate de cuadrilobi și cu câte o fereastră monoforă laterală amintind de stilul fațadei de la Palatul Dogilor, în timp ce al doilea etaj, care este un adaos din secolul al XIX-lea are o deschidere triforă și două perechi de ferestre monofore laterale de o parte și de alta, cu arcade rotunde. Toate deschiderile sunt dotate cu un balcon ieșit în afară, cu excepția a două ferestre laterale ale deschiderii polifore de la etajul principal.
Denumirea adițională "dei Cavalli" se datorează prezenței la primul etaj a două scuturi mari din secolul al XV-lea care înfățișează căluți de mare.

Foto Paolo Monti
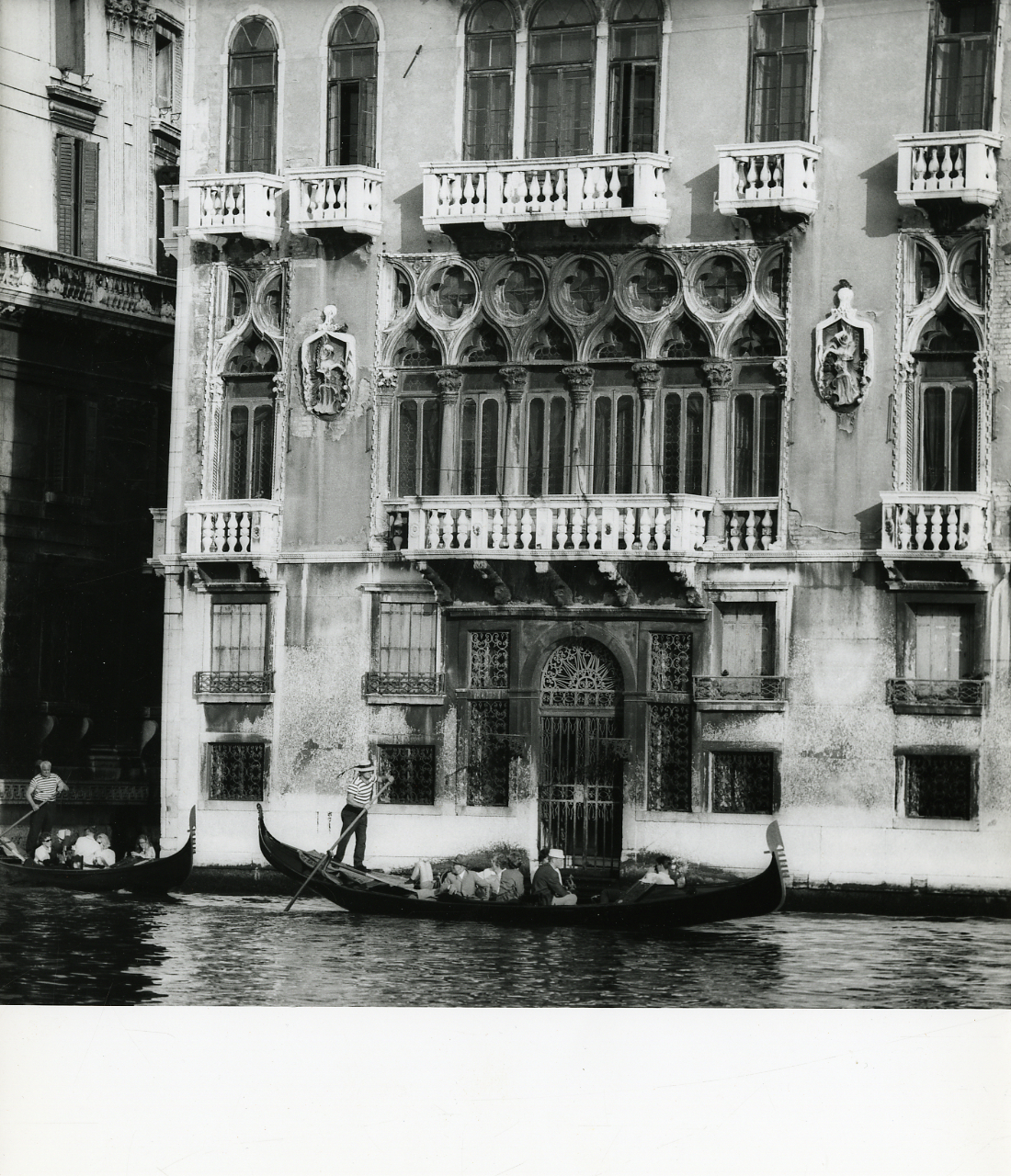
1968
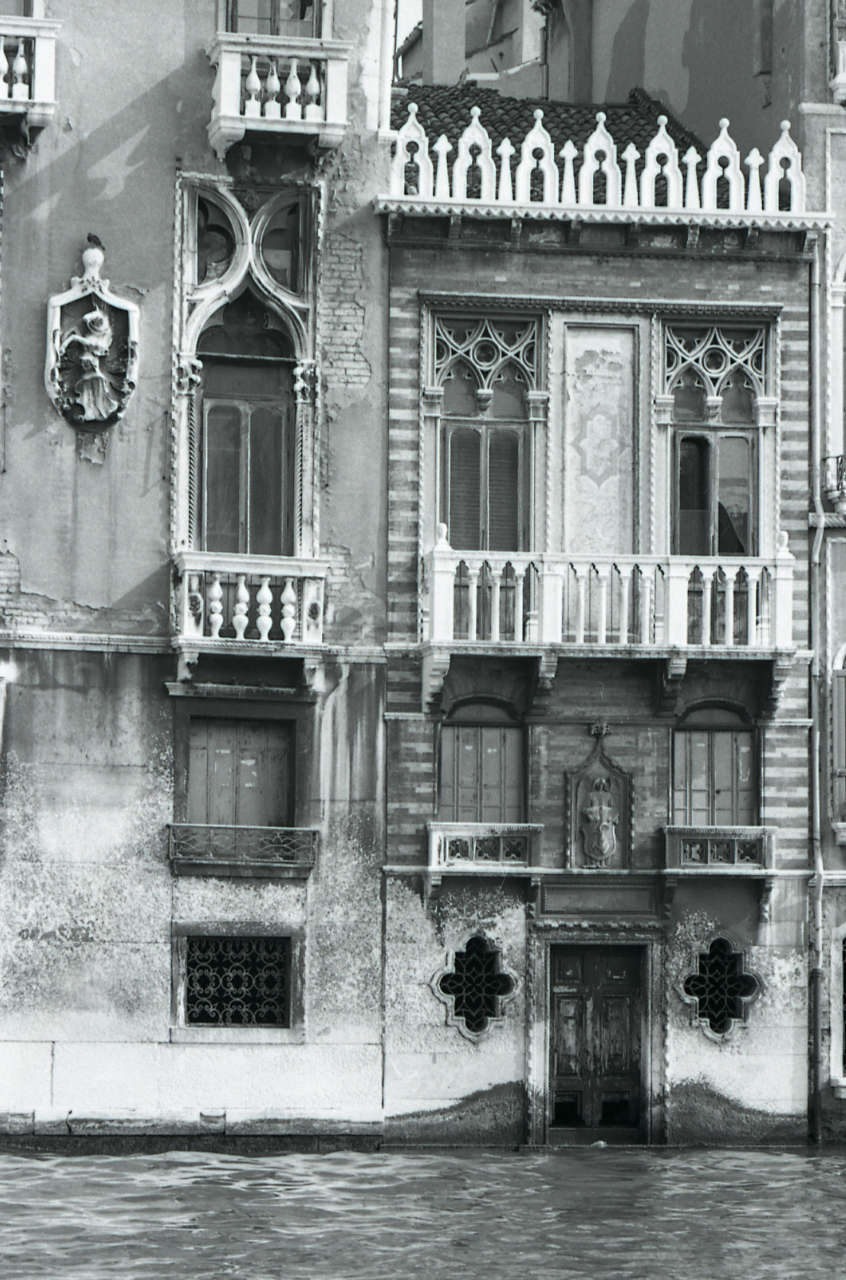
1969